# Берн (Нью-Йорк)
Берн (англ. Berne) — місто (англ. town) в США, в окрузі Олбані штату Нью-Йорк. Населення — 2689 осіб (2020).

## Демографія
Згідно з переписом 2010 року, у місті мешкали 2794 особи в 1166 домогосподарствах у складі 799 родин. Було 1634 помешкання
Расовий склад населення:
| - 97,8 % — білих - 0,7 % — чорних або афроамериканців - 0,5 % — азіатів |

До двох чи більше рас належало 0,9 %. Частка іспаномовних становила 1,3 % від усіх жителів.
За віковим діапазоном населення розподілялося таким чином: 20,0 % — особи молодші 18 років, 65,4 % — особи у віці 18—64 років, 14,6 % — особи у віці 65 років та старші. Медіана віку мешканця становила 46,1 року. На 100 осіб жіночої статі у місті припадало 102,3 чоловіків;  на 100 жінок у віці від 18 років та старших — 99,6 чоловіків також старших 18 років.
Середній дохід на одне домашнє господарство  становив 88 553 долари США (медіана — 73 385), а середній дохід на одну сім'ю — 98 725 доларів (медіана — 83 977). Медіана доходів становила 54 250 доларів для чоловіків та 48 750 доларів для жінок. За межею бідності перебувало 7,5 % осіб, у тому числі 13,0 % дітей у віці до 18 років та 1,9 % осіб у віці 65 років та старших.
Цивільне працевлаштоване населення становило 1490 осіб. Основні галузі зайнятості: освіта, охорона здоров'я та соціальна допомога — 19,7 %, будівництво — 15,4 %, публічна адміністрація — 15,2 %.